# Episodi di Dragons (quinta stagione)
La quinta stagione della serie animata Dragons, la terza sottotitolata Oltre i confini di Berk, composta da 13 episodi, è stata interamente pubblicata, negli Stati Uniti d'America, su Netflix il 24 giugno 2016. 
In Italia la stagione è stata trasmessa in prima visione sul canale Boomerang, dal 5 all'11 dicembre 2017.
| nº | Titolo originale                | Titolo italiano                    | Pubblicazione USA | Prima TV Italia  |
| -- | ------------------------------- | ---------------------------------- | ----------------- | ---------------- |
| 1  | Enemy of My Enemy               | Il nemico del mio nemico           | 24 giugno 2016    | 5 dicembre 2017  |
| 2  | Crash Course                    | L'usurpatore                       | 24 giugno 2016    | 5 dicembre 2017  |
| 3  | Follow the Leader               | Segui il capo                      | 24 giugno 2016    | 6 dicembre 2017  |
| 4  | Turn and Burn                   | Coda incendiaria                   | 24 giugno 2016    | 6 dicembre 2017  |
| 5  | Buffalord Soldier               | Il flagello di Odino               | 24 giugno 2016    | 7 dicembre 2017  |
| 6  | A Grim Retreat                  | Una triste ritirata                | 24 giugno 2016    | 7 dicembre 2017  |
| 7  | To Heather or Not to Heather    | Heather o non Heather              | 24 giugno 2016    | 8 dicembre 2017  |
| 8  | Stryke Out                      | L'arena della vergogna             | 24 giugno 2016    | 8 dicembre 2017  |
| 9  | Tone Death                      | Il canto del drago                 | 24 giugno 2016    | 9 dicembre 2017  |
| 10 | Between a Rock and a Hard Place | Tra l'incudine e il martello       | 24 giugno 2016    | 9 dicembre 2017  |
| 11 | Family on the Edge              | Un nobile gesto                    | 24 giugno 2016    | 10 dicembre 2017 |
| 12 | Last Auction Heroes             | Draghi all'asta                    | 24 giugno 2016    | 10 dicembre 2017 |
| 13 | Defenders of the Wing: Part 1   | I paladini delle ali (prima parte) | 24 giugno 2016    | 11 dicembre 2017 |